# Conopsis biserialis
Espèce
Synonymes
- Conophis biserialis Taylor & Smith, 1942

Statut de conservation UICN

 LC  : Préoccupation mineure
Conopsis biserialis est une espèce de serpents de la famille des Colubridae.

## Répartition
Cette espèce est endémique du Mexique. Elle est présente entre 1 700 et 3 080 m d'altitude.

## Description
Conopsis biserialis présente un dos brun-gris sur lequel figurent deux séries de petites le long du corps ou un motif ressemblant à de la mosaïque. Son ventre est jaunâtre avec une série de taches noires médianes. Cette espèce se différencie des autres membres du genre par le motif figurant sur son dos. Elle peut être confondue avec Conopsis amphisticha mais leurs aires de répartition ne se chevauchent pas. Le spécimen décrit par Taylor et Smith mesurait 293 mm dont 47 mm pour la queue.

## Publication originale
- Taylor & Smith, 1942 : The snake genera Conopsis and Toluca. University of Kansas science bulletin, vol. 28, n. 15, p. 325-363 (texte intégral).